# Сан-Джузеппе-Везувиано
Сан-Джузеппе-Везувиано (итал. San Giuseppe Vesuviano) — город в Италии, располагается в регионе Кампания, в провинции Неаполь.
Население составляет 23 152 человека, плотность населения составляет 1654 чел./км². Занимает площадь 14 км². Почтовый индекс — 80047. Телефонный код — 081.
Покровителем коммуны почитается святой Иосиф Обручник. Праздник ежегодно празднуется 19 марта.